# Stenóza

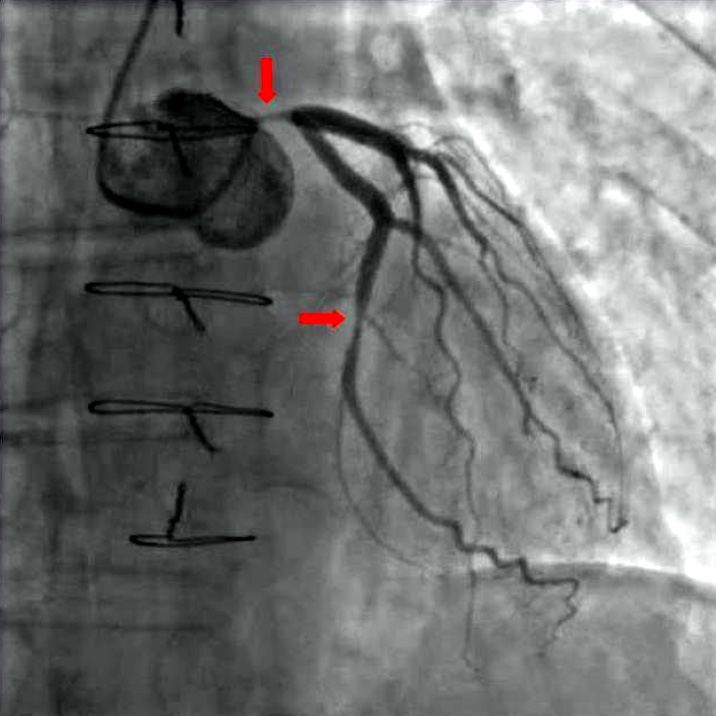
Angiografické zobrazení arteriální stenózy,zde stenózy koronárních tepen (místa zúžení vyznačena šipkami)

Stenóza je patologické zúžení či zhoršení průchodnosti tělní trubice nebo otvoru, jako je např. céva. Podle konkrétního zasaženého orgánu se rozlišují onemocnění s charakteristickými příčinami a způsoby léčby. Ke vznikajícím stenózám patří:
- aortální stenóza zasahující aortu, typicky v místě aortální chlopně;
- stenóza plicnice zasahující plicnici, typicky v místě chlopně plicnice;
- mitrální stenóza zasahující dvojcípou chlopeň;
- trikuspidální stenóza zasahující trojcípou chlopeň;

Dále také mimo jiné:
- arteriální stenóza zasahující tepny, např. stenóza renálních tepen zasahující tepny vedoucí do ledvin;
- pylorická stenóza zasahující pylorus, úsek trávicí trubice mezi žaludkem a dvanáctníkem (u novorozenců);
- spinální stenóza zasahující míšní kanálek.